# Ганс-Карл фон Шеле
Ганс-Карл фон Шеле (нім. Hans-Karl von Scheele; 23 травня 1892, Магдебург — 8 жовтня 1955, Бад-Гомбург) — німецький воєначальник, генерал піхоти вермахту. Кавалер Лицарського хреста Залізного хреста з дубовим листям.

## Біографія
Учасник Першої світової війни. Після демобілізації армії залишений в рейхсвері, служив в піхоті. З 1 жовтня 1937 року — начальник навчального курсу «А» військового училища в Ганновері. 1 вересня 1939 року призначений командиром 191-го піхотного полку 71-ї піхотної дивізії, дислокованої на франко-німецькому кордоні. Учасник Французької кампанії і Німецько-радянської війни. З 13 грудня 1941 року — командир 208-ї піхотної дивізії. 1 лютого 1943 року під його командуванням на Східному фронті був сформований зведений корпус «Шеле», 31 березня він був розформований, а Шеле призначений заступником командира 53-го армійського корпусу. З 1 жовтня по 20 листопада 1943 року — командир 52-го армійського корпусу, який діяв на Дніпрі. З 2 січня 1944 року — командувач 2-м артилерійсько-технічним корпусом. 1 листопада 1944 року призначений президентом Імперського військового суду і залишався на цій посаді до кінця війни.

## Звання
- Фанен-юнкер (13 березня 1911)
- Лейтенант (18 серпня 1912) — патент від 23 серпня 1910 року.
- Оберлейтенант (27 січня 1916)
- Гауптман (1 травня 1922)
- Майор (1 лютого 1933)
- Оберстлейтенант (1 серпня 1935)
- Оберст (1 березня 1938)
- Генерал-майор (1 жовтня 1941)
- Генерал-лейтенант (1 березня 1943)
- Генерал піхоти (1 грудня 1943)

## Нагороди
- Залізний хрест
  - 2-го класу (15 вересня 1914)
  - 1-го класу (15 грудня 1914)
- Орден Церінгенського лева, лицарський хрест 2-го класу з мечами
- Королівський орден дому Гогенцоллернів, лицарський хрест з мечами
- Нагрудний знак «За поранення» в чорному
- Почесний хрест ветерана війни з мечами
- Медаль «За вислугу років у Вермахті» 4-го, 3-го, 2-го і 1-го класу (25 років)
- Медаль «У пам'ять 13 березня 1938 року»
- Застібка до Залізного хреста
  - 2-го класу (23 вересня 1939)
  - 1-го класу (16 травня 1940)
- Лицарський хрест Залізного хреста з дубовим листям
  - лицарський хрест (4 липня 1940)
  - дубове листя (№ 217; 2 квітня 1943)
- Медаль «За зимову кампанію на Сході 1941/42»
- Нагрудний знак «За поранення» в сріблі